# The Heart of Humanity
The Heart of Humanity è un film muto del 1918 sceneggiato e diretto da Allen Holubar.
Film di propaganda antitedesca, è ricordato soprattutto per la scena in cui Stroheim, nei panni di un perfido unno, aggredisce la protagonista, un'infermiera rimasta bloccata in un villaggio evacuato dagli alleati e, per togliersi dai piedi un neonato il cui pianto lo disturba mentre vuole stuprare la donna, prende il piccolo e lo butta fuori dalla finestra.

## Trama

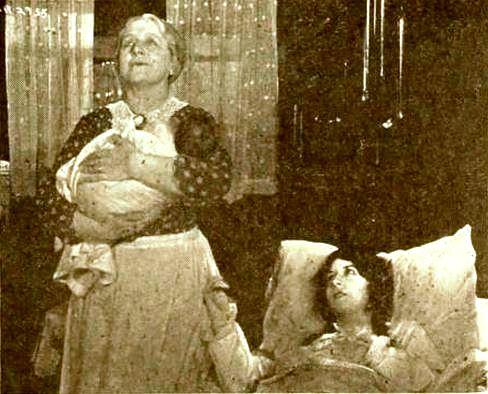
Margaret Mann e Dorothy Phillips - La nascita del nipotino

Nanette, la pupilla francese di padre Michael, va in sposa - solo poche ore prima che sia dichiarata la prima guerra mondiale - a John Patricia, il maggiore dei cinque figli di una vedova. Tutti e cinque i giovani si arruolano e lasciano il Canada per andare a combattere in Europa. Presto giunge la notizia della morte di uno dei ragazzi e il dolore per la madre è in parte mitigato dalla nascita di un nipotino, il figlio di John e Nanette.
Quando il piccolo ha due anni, Nanette decide di partire anche lei per l'Europa come infermiera per prendersi cura dei bambini rimasti orfani. Uno alla volta, il fratelli Patricia cadono sul campo di battaglia: l'unico ancora vivo è John che viene catturato, ma che poi riesce a fuggire travestito da tedesco. 

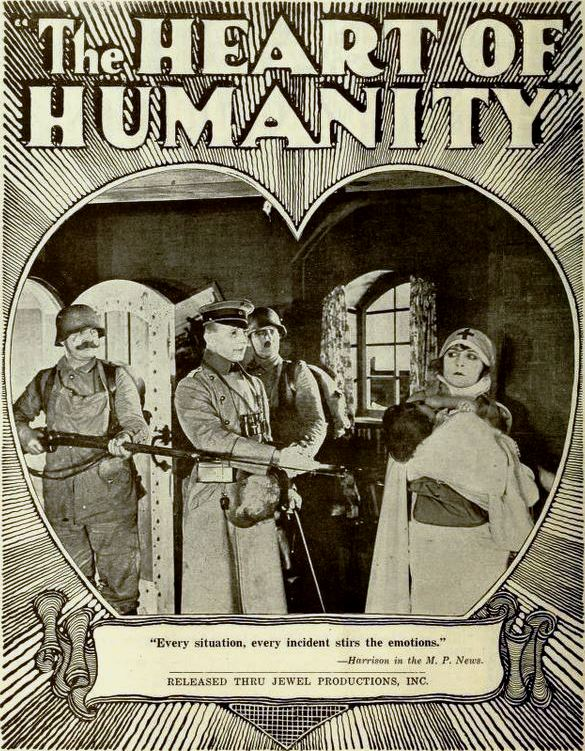
Nanette sorpresa dai tedeschi capitanati da von Eberhard (Erich von Stroheim)

Nanette, intanto, si trova sola, bloccata in un villaggio evacuato dalle forze alleate. L'edificio in cui si trova era stato l'infermeria e il rifugio per gli orfani e il personale medico. Ora, abbandonato, viene occupato dai tedeschi. Uno di questi, il tenente von Eberhard - che aveva conosciuto e fatto amicizia con John in Canada - scopre in una stanza Nanette. L'uomo aggredisce la donna che vorrebbe stuprare ma, disturbato dai pianti di un neonato in una culla, l'unico a essere rimasto lì insieme a Nanette, prende il piccolo e lo getta infastidito fuori dalla finestra. La donna, davanti a tanta crudeltà, perde la ragione. Viene salvata in extremis da John, ancora vestito da tedesco, che irrompe nella stanza e uccide von Eberhard. Lei, credendo che anche il suo salvatore sia un nemico, si pugnala, tentando di suicidarsi. Viene salvata e mandata a casa. Lì, attenderà la fine del conflitto e il ritorno di John, decorato come un eroe.

## Produzione
Il film fu prodotto dall'Universal Film Manufacturing Company (A Universal Special). Venne girato negli Universal Studios, al 100 di Universal City Plaza, Universal City, in California.

## Distribuzione
Il copyright del film, richiesto dalla Jewel Productions, Inc., fu registrato il 16 gennaio 1919 con il numero LP13278.

Dopo una proiezione tenutasi al National Press Club il 20 gennaio 1919, il film ottenne le lodi del Segretario alla Guerra Newton D. Baker.

Distribuito dall'Universal Film Manufacturing Company (A Universal Special), il film - presentato da Carl Laemmle - uscì nelle sale cinematografiche statunitensi il 15 febbraio 1919 dopo essere stato presentato in prima a New York il 22 dicembre 1918, una serata di gala cui intervennero anche il regista Allen Holubar e sua moglie Dorothy Phillips, la star del film. The Heart of Humanity, il cui nome di lavorazione era stato The Dawn of Reckoning, prima di uscire nelle sale pubbliche, fu proiettato in prime locali anche a Washington, Baltimora, Cleveland, Denver e Chicago.

### Conservazione
Copie della pellicola (positivi in 16 mm) sono conservate negli archivi dell'EmGee Film Library, in collezioni private, in quelli della Library of Congress di Washington, del National Archives Of Canada di Ottawa, dell'Academy Film Archive di Beverly Hills, del George Eastman House di Rochester.
Il film è stato masterizzato e distribuito in DVD dalla Grapevine nel 2002.